# 빌 위즐리

빌 위즐리(Bill Wealey)는 《해리 포터》의 등장 인물이며 아서 위즐리와 몰리 위즐리의 아들이다.플뢰르 델라쿠르의 남편이다.